# 羽鳥翔
羽鳥 翔（はとり しょう、1968年9月27日 - ）は、日本のノンフィクション作家である。大阪市出身。血液型A型。

## 人物
- 1991年、若干23歳にして運送会社「（有）テイクオン」を設立し、夜逃げサービス（ワケあり引越し）を大阪・横浜で開始。約7000万円の負債を抱えて倒産するが、弁護士を介さず自力で和解し完済した[1]。
- 日本で唯一の夜逃げ屋として、ドラマ『夜逃げ屋本舗』（1995年）などの取材協力を行い、約1,000人を支援した実績を持つ。2024年公開のドキュメンタリー映画『Johatsu – Into Thin Air 蒸発』に協力した。なお、本作は2024年3月にテッサロニキ国際映画祭でワールドプレミアを飾り、その後コペンハーゲン国際映画祭でも上映された[2][3]。
- 1997年に恒友出版より『ザ・夜逃げ屋 逃げるなら俺にまかせろ!』で作家デビュー。以後ノンフィクション作品を中心に複数の著書（『夜逃げの法則完全マニュアル』（双葉社, 1999）、『安くてよい家は本当なのか』（碧天舎, 1999）、『借金は合法的に踏み倒せ』（廣済堂出版, 2004）など）を刊行し、漫画原作や男性誌での連載も手がける。
- メディア出演では、テレビ朝日『ビートたけしのTVタックル』や『スーパーJチャンネル』などでコメンテーターとして登場。TBS『ネプベガス』、フジテレビ『とくダネ!』、テレビ東京『クイズ赤恥青恥』など多数の番組で評論を担当した経験がある[1]。
- プロフィールにおいて、運送会社社長としての起業経験や倒産のエピソードは、これまで手がけてきた夜逃げサービスの第一人者として知られる礎となっている。現在はライター・コメンテーターとして幅広く活動し、社会問題をテーマに執筆・講演を行っている。

## 著書
(主な著書)
- ザ・夜逃げ屋: 逃げるなら俺にまかせろ 単行本　恒友出版1997年3月
- 夜逃げ屋 (幻冬舎アウトロー文庫  2006年12月1日
- 夜逃げの法則完全マニュアル 単行本 – 双葉社1999年4月1日
- 安くてよい家は本当なのか: ユーザーが知らない落とし穴の実態 単行本 – 碧天舎 1999年12月1日
- 借金は合法的に踏み倒せ 単行本 – 廣済堂出版2004年5月1日
- 月刊週刊実話　裏話連載
- 竹書房　イカセ屋Joe　(漫画原作)
- 竹書房　Mブラッド　　(漫画原作)
- 漫画社　一攫千金セレブの花道　(漫画原作)

### 共同執筆
- 永岡書店　風俗嬢の告白　(共同執筆)

### 協力
- 映画　夜逃げ屋本舗　(取材協力)
- ドキュメンタリー映画　Johatsu – Into Thin Air『蒸発』2024　協力　監督Andreas HARTMANN, MORI Arata

## 過去のテレビ・ メディア取材出演
- ドキュメント（フランス・M6「エンケット・エクスクルーシブ」、2010年6月6日）
- ネプベガス（TBS、2007年）
- ビートたけしのTVタックル（テレビ朝日）
- 所さんのこれアリなんじゃないの!?（テレビ朝日）
- ウッチャンナンチャンの炎のチャレンジャーこれができたら100万円!!（テレビ朝日）
- スーパーJチャンネル（テレビ朝日）
- 金曜ロードショー（日本テレビ）
- ザ・ワイド（日本テレビ）
- 峰竜太のホンの昼メシ前（日本テレビ）
- 投稿!特ホウ王国2（日本テレビ）
- ビックトゥデイ（フジテレビ）
- スーパーニュース（フジテレビ）
- とくダネ!（フジテレビ）
- クイズ赤恥青恥（テレビ東京）
- 坂口卓司はだか一貫（RKBラジオ）
- 週刊実話
- ニューヨークタイムス
- アサヒイブニングニュース　英語版
- フランス雑誌　BIBA
- ドイツ国営放送
- ドキュメンタリー映画　Johatsu – Into Thin Air蒸発監督　Andreas HARTMANN, MORI Arata
- Los Angeles Times ロサンゼルスタイムス